# Eric Jerome Dickey
Pour les articles homonymes, voir Dickey.
Œuvres principales
- Café noisette (1998)

Eric Jerome Dickey, né le 7 juillet 1961 à Memphis dans le Tennessee, et mort le 3 janvier 2021 à Los Angeles est un écrivain, scénariste et acteur américain connu pour ses romans sur les thèmes afro-américains. Il a également écrit plusieurs romans policiers et quelques scénarios.

## Biographie
En 1983, Eric Jerome Dickey s'installe à Los Angeles pour poursuivre une carrière d'ingénieur. Après l'obtention d'un emploi dans l'industrie aérospatiale (à Rockwell International) en tant que développeur de logiciels, il décide de devenir acteur et de faire du stand-up. En 1994, sa première nouvelle, "Thirteen", est publiée dans plusieurs magazines. Il écrit ensuite le scénario du film, Cappuccino, où il tient un petit rôle, qui est réalisé et produit par Craig Ross Jr. En février 1998, le film est projeté au cours du Festival panafricain du film de Los Angeles au Théâtre Magic Johnson.
Il signe dès la fin des années 1990 une série de romans humoristiques qui deviennent autant de best-sellers, notamment Café noisette (Milk In My Coffee, 1998), La Grosse Triche (Cheaters, 1999) et Petit mensonge deviendra grand (Liar's Game, 2000). En 2007, il amorce une série de romans policier ayant pour héros le tueur à gages Gideon, un personnage à la dérive qui fait l'amour à la course et accepte moyennant de fortes sommes des contrats d'homme de main.
En 2006, il écrit les scénarios d'une mini-série Storm, composée de six comic books qui relatent la rencontre entre le personnage de Ororo Munroe alias Tornade (Storm en anglais), qui fait partie des X-Men, et celui de T'Challa alias la Panthère noire (Black Panther en anglais),,. Le dessinateur est David Yardin. La mini-série est republiée en roman graphique, et remporte le Fan Award for Best Comic des Glyph Comics Awards en 2007.

## Œuvre

### Romans

#### SérieGideon
- (en) Sleeping With Strangers, 2007
- (en) Waking With Enemies, 2007
- (en) Dying for Revenge, 2008
- (en) Resurrecting Midnight, 2009

### Autres romans
- (en) Sister, Sister, 1996
- (en) Friends and Lovers, 1997
- Café noisette, COL, 2000 ((en) Milk In My Coffee, 1998) réédition J'ai lu. comédie no 5842, 2001
- La Grosse Triche, Éditions Florent Massot, 2001 ((en) Cheaters, 1999) réédition J'ai lu. comédie no 6814, 2003
- Petit mensonge deviendra grand, Éditions Florent Massot, 2002 ((en) Liar's Game, 2000)
- (en) Between Lovers, 2001
- (en) Black Silk, 2002
- (en) Thieves' Paradise, 2002
- (en) The Other Woman, 2003
- (en) Naughty or Nice, 2003
- (en) Drive Me Crazy, 2004
- (en) Genevieve, 2005
- (en) Chasing Destiny, 2006
- (en) Pleasure, 2008
- (en) Tempted by Trouble, 2010
- (en) An Accidental Affair, 2012
- (en) The Education of Nia Simone Bijou, 2013
- (en) Decadence, 2013
- (en) A Wanted Woman, 2014
- (en) One Night, 2014

### Comics
- (en) Storm, 2007

### Recueil de nouvelles
- (en) Got To Be Real: Four Original Love Stories, 2000 en collaboration avec Colin Channer, E. Lynn Harris et Marcus Major

### Publications en collaboration
- (en) Mothers and Sons, 2001
- (en) Griots Beneath the Baobab: Tales from Los Angeles, 2002
- (en) Gumbo: A Celebration of African American Writing, 2002
- (en) Voices from the Other Side: Dark Dreams II, 2006